# Trentepohlia (Mongoma) amissa
Trentepohlia (Mongoma) amissa is een tweevleugelige uit de familie steltmuggen (Limoniidae). De soort komt voor in het Australaziatisch gebied.